# Фердинанд II фон Биберщайн
Фердинанд II фон Биберщайн (на немски: Ferdinand von Biberstein, Herr zu Forst & Pförten; * 19 април 1620 във Форст в Лужица; † 16 октомври 1667 във Форст) е благородник от род Биберщайн, фрайхер, господар на Форст в Лужица и Пфьортен (Броди в Полша) в Нидерлаузиц (Долна Легница) в Бранденбург.
Той е син на Фердинанд I фон Биберщайн (1586 – 1629), господар наФорст и Пфьортен, и втората му съпруга Ева Шенк фон Ландсберг (1589 – 1657), дъщеря на Албрехт Шенк фон Ландсберг († 1610) и Ева фон Шьонбург († 1618).
Фердинанд II фон Биберщайн е издигнат на фрайхер.
Фердинанд II фон Биберщайн-Форст умира бездетен от туберкулоза на 47 години на 16 октомври 1667 г. във Форст и е погребан там. Той е последният мъж от род „Биберщайн-Форст и Пфьортен“.

## Фамилия
Фердинанд II фон Биберщайн-Форст се жени на 3 февруари 1643 г. в Пайтц, Бранденбург за роднината си София фон Биберщайн (* 22 април 1616, Форст; † 2 февруари 1658 във Форст), дъщеря на Йохан Вилхелм фон Биберщайн-Форст, господар на Форст и Пфьортен (1594 – 1624) и Анна фон Далвиц (1595 – 1641). Бракът е бездетен.
Фердинанд II фон Биберщайн-Форст се жени втори път на 13 април 1659 г. в Оберграйц, Грайц за графиня Амалия Юлиана фон Ройс-Плауен (* 4 октомври 1636, Грайц; † 25 декември 1688, Дьолау, погребана в Грайц), дъщеря на Хайнрих V Ройс-Унтерграйц (1602 – 1667) и вилд-и Рейнграфиня и графиня Анна Мария фон Залм-Нойфвил (1606 – 1651). Бракът е бездетен.
Вдовицата му Амалия Юлиана фон Ройс-Плауен е издигната на 26 август 1673 г. на графиня Ройс-Унтерграйц и се омъжва втори път на 29 юли 1674 г. във Форст за граф Хайнрих VI Роус-Оберграйц (* 7 август 1649; † 11 октомври 1697).